# رگیمانتاس آدومایتیس
رگیمانتاس آدومایتیس (انگلیسی: Regimantas Adomaitis؛ زادهٔ ۳۱ ژانویهٔ ۱۹۳۷) بازیگر اهل لیتوانی است.
او در کشورهای روسیه، آلمان و همسایگان لیتوانی چهره ای شناخته شده‌است.
از فیلم‌هایی که وی در آن نقش داشته‌است می‌توان به زندگی زیباست و شاه لیر اشاره کرد.
وی همچنین برندهٔ جوایزی همچون جایزه هنرمند مردمی اتحاد جماهیر شوروی شده‌است.